# Отемна
Отемна (словен. Otemna) — поселення в общині Целє, Савинський регіон, Словенія. 
Висота над рівнем моря: 332,9 м.